# Observateur (physique)
Pour les articles homonymes, voir Observateur.
En physique, un observateur est un hypothétique personnage doté d'instruments de mesure de l'espace et du temps, observant depuis son référentiel les expériences qui ont lieu à différents endroits de l'espace.
En physique newtonienne, relativité restreinte et relativité générale, avec l'hypothèse que tous les observateurs considérés ont exactement les mêmes instruments de mesure, le principe de relativité impose que les mesures faites par deux observateurs dans deux référentiels inertiels différents sont identiques s'il s'agit de deux expériences identiques faites par chacun, et que leurs mesures respectives répondent à une même loi physique s'il s'agit d'une unique expérience observée par chacun d'eux. La relativité générale étend cette hypothèse à tout changement de référentiel d'observateur.
Ainsi considéré, le principe de relativité, jamais démenti à ce jour, limite les changements de référentiels admissibles en physique et implique qu'il existe une métrique invariante par changement de référentiel d'observateur. En physique newtonienne, il s'agit de la norme euclidienne, en relativité restreinte de la métrique de Minkowski et en relativité générale de l'intervalle d'espace-temps.
En physique quantique, les conditions de mesures de l'observateur sont, en plus, soumises aux postulats de la mécanique quantique, dont le principe d'indétermination.

## Exemples

### Observateur de Schwarzschild
En relativité générale, dans le cadre de la métrique de Schwarzschild, l'observateur de Schwarzschild est un observateur stationnaire {\displaystyle \left(\mathrm {d} r=\mathrm {d} \theta =\mathrm {d} \phi =0\right)} et asymptotique {\displaystyle \left(r\to \infty \right)} pour lequel le temps propre {\displaystyle \left(\tau _{\infty }\right)} coïncide avec le temps-coordonnée {\displaystyle \left(t\right)}.

### Observateur eulérien
En relativité générale, un observateur eulérien est un observateur dont la quadrivitesse est le vecteur unitaire {\displaystyle n} de genre temps, dirigé vers le futur et normal à une hypersurface de genre temps {\displaystyle \Sigma _{t}}. La ligne d'univers d'un tel observateur est ainsi orthogonale aux hypersurfaces {\displaystyle \Sigma _{t}}. Physiquement, cela signifie que l'hypersurface est localement l'ensemble des événements qui sont simultanés du point de vue de l'observateur eulérien. L'observateur eulérien est aussi appelé observateur de référence (en anglais : fiducial observer, FIDO). Dans le cas particulier d'un espace-temps axisymétrique et stationnaire, il est également appelé observateur localement non tournant (en anglais : localy non rotating observer) ou observateur à moment cinétique nul (en anglais : zero angular momentum observer, ZAMO).